# Jurisprudentie van het Hof van Justitie en het Gerecht van eerste aanleg

## Algemene Jurisprudentie
Jurisprudentie van het Hof van Justitie en het Gerecht van eerste aanleg
- Deel I: Hof van Justitie
- Deel II: Gerecht van eerste aanleg (vanaf 1990)

is een officiële publicatie (op papier) van rechtspraak van het Hof van Justitie van de Europese Unie en van het Gerecht van eerste aanleg. Deze publicatie verschijnt in alle officiële talen van de Europese Unie. 
Behalve de tekst van de uitspraak wordt de conclusie van de advocaat-generaal opgenomen en aan de hand van trefwoorden wordt een samenvatting gegeven.  
Vanwege het vele vertaalwerk loopt publicatie al snel een jaar achter op de uitspraak.
Deze papieren uitgave is de enige authentieke bron waaruit de rechtspraak van het Hof van Justitie en van het Gerecht van eerste aanleg kan worden aangehaald.
Hierbinnen wordt weer onderscheid gemaakt tussen de authentieke taal (de procestaal) en vertalingen. Wat betreft de conclusies van de advocaten-generaal is er een onderscheid tussen de authentieke taal, een officiële vertaling in de procestaal en andere vertalingen.

## Jurisprudentie ambtenarenzaken
Jurisprudentie  –  Ambtenarengerecht
is separaat een publicatie van rechtspraak door het Gerecht voor ambtenarenzaken van de Europese Unie.
Ambtenarenzaken die in hoger beroep door het Hof worden behandeld, worden in de jurisprudentie van het Hof opgenomen.

## Presentatie
Presentatie van de Jurisprudentie:
"De algemene Jurisprudentie en de Jurisprudentie ambtenarenzaken zijn op papier gepubliceerd tot en met 2011 respectievelijk 2009. Voor de periode vóór die data is de papieren versie van de Jurisprudentie de enige officiële publicatie. Zij blijft beschikbaar bij het Publicatiebureau. Een pdf-versie van de in de Jurisprudentie gepubliceerde beslissingen is ook beschikbaar via EUR-Lex.
Met ingang van 1 januari 2012 (algemene Jurisprudentie) respectievelijk 1 januari 2010 (Jurisprudentie ambtenarenzaken) wordt de Jurisprudentie uitsluitend digitaal gepubliceerd op de site van EUR-Lex (gratis toegankelijke, officiële publicatie). Ook de Curia-site verschaft toegang tot de op EUR-Lex gepubliceerde Jurisprudentie."